# Un rubio
 Un rubio es una película de Argentina dirigida por Marco Berger sobre su propio guion, filmada en color, que se estrenó el 6 de junio de 2019 y que tiene como actores principales a Alfonso Barón y  Gaston Re. Es el sexto largometraje del director.

## Sinopsis
Dos compañeros de trabajo se enamoran en un contexto adverso y tratan de esconder su homosexualidad. La trama se desata cuando un carpintero alquila una habitación para trabajar, pero rápidamente se convierten en algo  más que compañeros de casa. Sin embargo, ambos tienen otras relaciones en este melancólico drama de bajo perfil pero lleno de tensiones eróticas.

## Reparto
Actuaron en la película los siguientes intérpretes:
- Alfonso Barón
- Gaston Re
- Justo Calabria
- Antonia De Micheli
- Melissa Falter
- Franco Heiler
- Malena Irusta
- Ailín Salas
- Charly Velasco
- Metturo

## Críticas
Gaspar Zimerman opinó:

”Marco Berger… vuelve a incursionar en los recovecos del homoerotismo. El ámbito en el que se desarrolla es el barrial, proletario, homofóbico. Ambientada en Burzaco, esa represión marca las vidas de estos dos jóvenes. Juan y Gabriel… La película trabaja con dos grandes focos de tensión. Por un lado, el que hay entre Juan y Gabriel y ese entorno hostil. Numerosas tomas que sugieren una intimidad física que no es tal. Son juegos logrados en su intención de crear ambigüedad y suspenso, pero que en su reiteración pierden sorpresa y terminan dándoles a las situaciones una excesiva rigidez. Las acartonadas actuaciones le agregan a la historia otra capa más de un hielo que no se derrite ni con las explícitas escenas sexuales…. La narración parece contagiarse de la apatía y la imposibilidad expresiva de sus personajes.

Paula Vázquez Prieto en La Nación escribió:

”El deseo y su insistente postergación es la fuerza que alimenta las historias de Marco Berger… No solo el del despertar sexual en esos universos masculinos de corrientes eléctricas y miradas insinuantes, sino también el que la sociedad modela en el tránsito adulto con sus rutinas y obediencias. Un rubio es su película más compleja, la que permite despegar a sus personajes de la coyuntura que los une para espiar su trascendencia, la que mejor representa esa narrativa lúdica y llena de secretos que cuando se descubren ya no pueden volver a guardarse… Un rubio explora el contexto en el que todo deseo se abre paso, los obstáculos que sortea, las prohibiciones que lo aniquilan. El camino de Gabriel, el rubio de esta historia, es también el de la propia película, que se aventura estoica en un mundo lleno de miradas.”